# Isolino di San Giovanni
Isolino di San Giovanni je malý ostrov ze skupiny Borromejských ostrovů na jezeře Lago Maggiore, jednom z hlavních subalpských jezer v severní Itálii. Ostrov leží o něco severněji než ostatní Borromejské ostrovy, asi 30 metrů západně od pobřeží Pallanzy, což je část města Verbanie. Ostrov je součástí této městské části.
Ostrov byl poprvé zmíněn v listině císaře Oty III. z roku 999, kdy byl znám jako Isola di Sant'Angelo. Jméno ostrova odkazuje na kapli zasvěcenou svatému Michaelovi, která byla součástí místního hradu. V polovině 12. století byl ostrov vlastněn hrabaty z rodu Barbavara di Gravellona. Šlechtický rod Boromejských se několikrát pokusil ostrov získat koncem 16. století, s cílem založit zde kolej pro barnabity. Nakonec ostrov získali v roce 1632 a vybudovali na něm palác a zahrady. Dnešní podoba boromejského paláce pochází převážně z 19. století.
Nejznámějším obyvatelem ostrova byl dirigent Arturo Toscanini, který zde měl své letní sídlo od roku 1932 do roku 1954, s výjimkou období druhé světové války.